# Maximilians-Bad
Das Maximilians-Bad war ein 1884 eröffnetes Hallenbad in der Kanalstraße 19 (heute Thomas-Wimmer-Ring) im Münchner Stadtteil Lehel. Es war Münchens erstes Hallenbad.

## Beschreibung
Im Maximilians-Bad gab es ein großes, beheiztes Schwimmbecken, ein „Russisches Dampfbad“, ein „Römischirisches Bad“, Duschen, „Wannenbäder in 3 Klassen“ sowie ein Telefon.
Für Frauen gab es zwei „Damentage“ jeweils ab 2 Uhr nachmittags. Im Jahr 1907 veranstaltete der „Damen-Schwimmverein München“ sein erstes Schwimmfest.
Mit dem Bau des Altstadtrings wurde das Bad abgerissen.